# Коваленко Юрій Вікторович
Ю́рій Ві́кторович Ковале́нко (16 липня 1977, м. Бершадь, Бершадський район, Вінницька область — 15 липня 2014, Луганська область) — підполковник Збройних сил України, заступник командира загону спеціального призначення 3-го окремого полку спеціального призначення (Кропивницький) Сухопутних військ ЗСУ. Учасник російсько-української війни. Герой України.

## Біографія
Народився 16 липня 1977 року в місті Бершаді у сім'ї військовика. Закінчив Одеський військовий інститут Сухопутних військ, служив у Дніпрі та Кропивницькому.

### Російсько-українська війна
Брав участь у війні на сході України від початку її проведення. Його загін охороняв військові об'єкти, супроводжував вантажі та брав участь у розвідувальних операціях і боях.
У червні 2014 забезпечив прохід через брід біля села Кожевня військових колон вздовж кордону для блокування ліній постачання ворога. Юрій Коваленко першим перейшов річку Міус. І далі його загін йшов в авангарді, щоб вивести підрозділи Збройних сил до Довжанського і Червонопартизанська, ця операція була проведена без втрат.
Група 3-го полку спеціального призначення під командуванням Юрія Коваленка тричі штурмувала пропускний пункт «Ізварине», вибивала російські війська, але армії давали наказ відійти, і потім пропускний пункт знову захопив противник.
Загинув 15 липня 2014 поблизу села Провалля внаслідок обстрілу пункту прикордонного контролю Ізварине з мінометів.
Похований 24 липня 2014 року на кладовищі села Флорине, що на Вінниччині.
У Юрія Коваленка залишилися дружина, Тетяна Володимирівна, двоє дітей — Олена, 2000 року народження, та Руслана, 2010 року народження, а також батьки Олена Іванівна та Віктор Олексійович, інвалід війни II групи.

## Державні нагороди
- Звання Герой України з удостоєнням ордена «Золота Зірка» (31 березня 2015, посмертно) — за виняткову мужність, героїзм і самопожертву, виявлені у захисті державного суверенітету та територіальної цілісності Української держави, вірність військовій присязі[4]

## Вшанування пам'яті
У Бершаді є вулиця Юрія Коваленка. Встановлені меморіальні дошки на школі та на початку вулиці.
У м. Кропивницькому є вулиця Юрія Коваленка
6 травня 2016 року в місті Кіровоград (нині — Кропивницький) на фасаді будівлі Кіровоградського коледжу статистики Національної академії статистики, обліку і аудиту (вулиця Юрія Коваленка, 4-а), відкрито анотаційну дошку Героєві України Юрію Коваленку
У жовтні 2016 року Укрпошта продовжила випуск серії художніх маркованих конвертів під назвою «Героям Слава!», започаткований у грудні 2014 року з нагоди дня Збройних Сил України, разом з Міністерством оборони та Національною гвардією України. На одному з конвертів зображений Герой України, підполковник Юрій Коваленко.
6 грудня 2017 року  відбулося урочисте відкриття меморіальної дошки Герою України Юрію Коваленку на фасаді Флоринської сільської ради та перейменовано вулицю ім'ям Героя України Юрія Коваленка у с. Флорине Бершадського району Вінницької області
14 липня 2018 р. в м. Бершадь відкрито монумент Герою України. Пам'ятник присвячений захиснику України Юрію Коваленку.

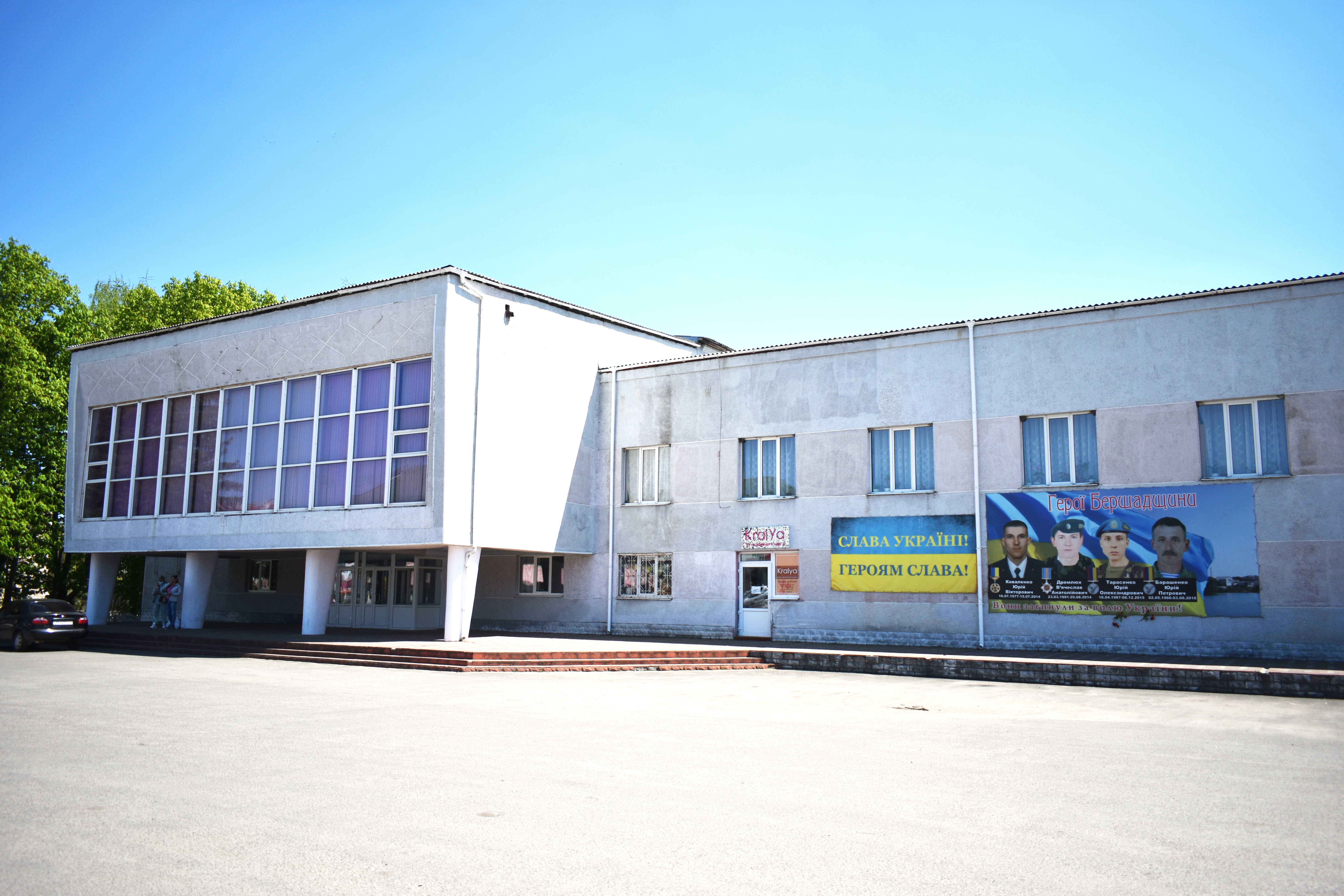
Постер пам'яті загиблих учасників АТО у м. Бершадь
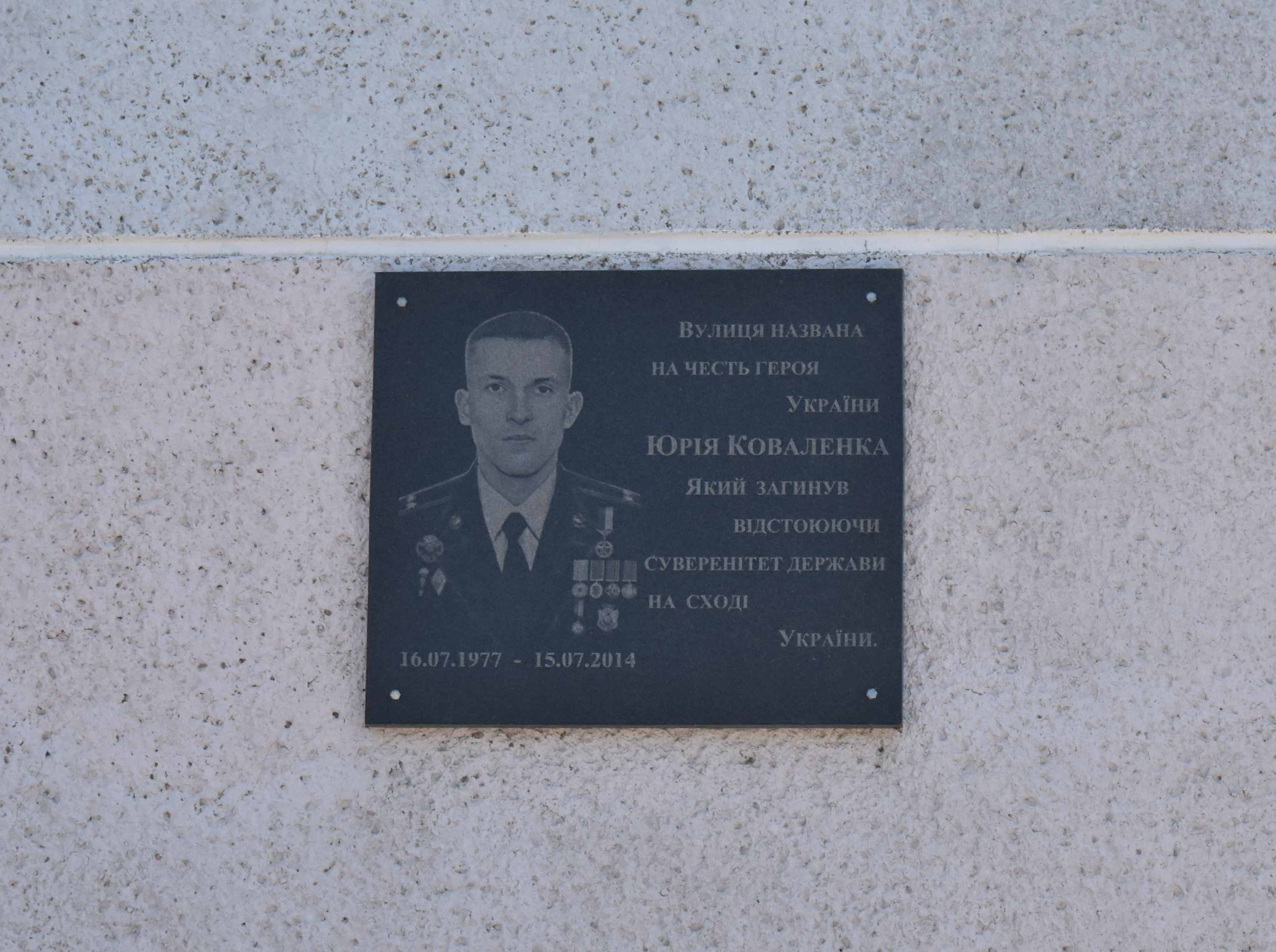
Меморіальна дошка на бібліотеці у м. Бершадь
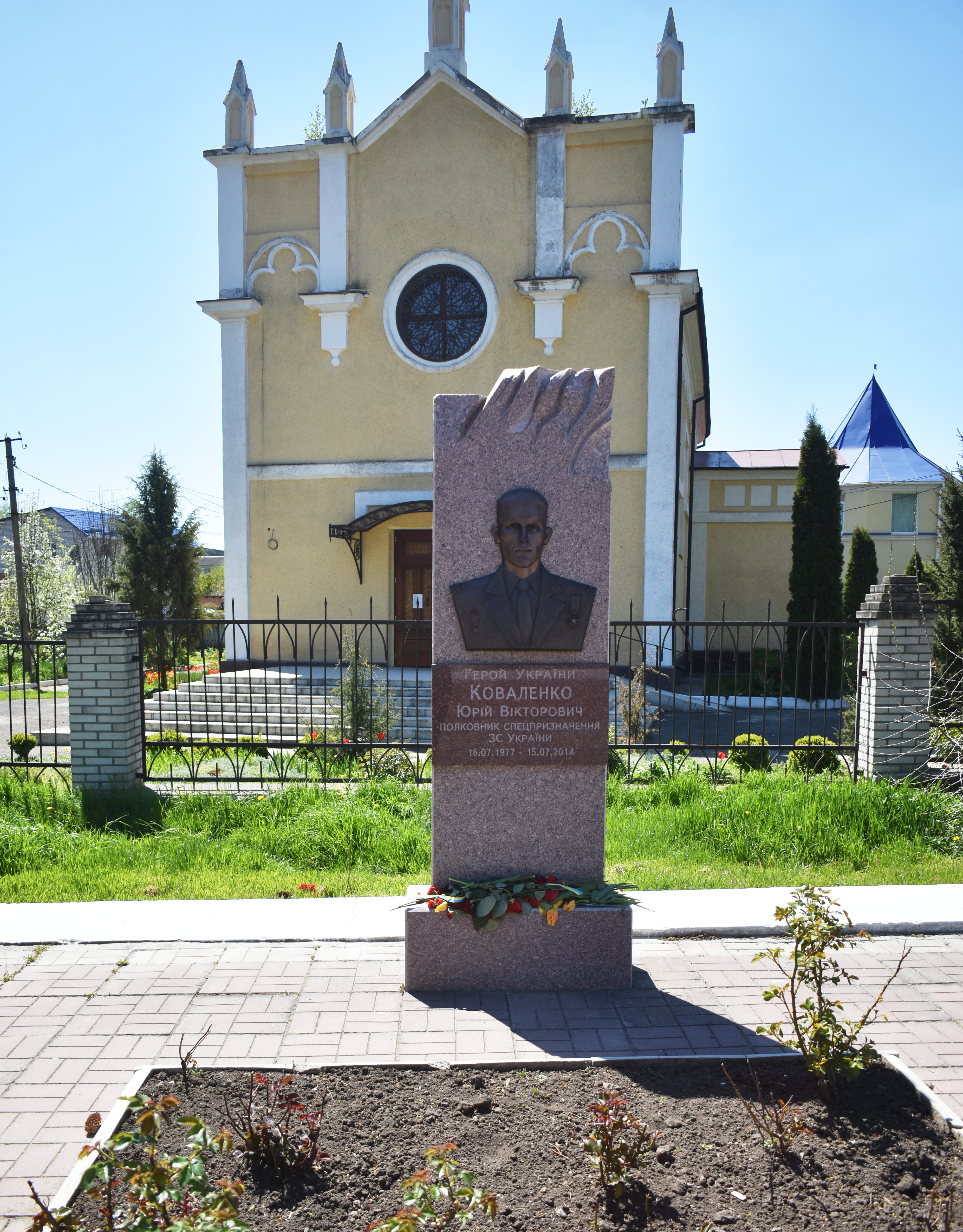
Пам'ятник у м. Бершадь